# Parrocchia di Lincoln
La parrocchia di Lincoln (in inglese Lincoln Parish) è una parrocchia dello Stato della Louisiana, negli Stati Uniti. La popolazione al censimento del 2000 era di 42 509 abitanti. Il capoluogo è Ruston.
La parrocchia (in Louisiana le parrocchie costituiscono un livello amministrativo equivalente a quello delle contee degli altri stati degli USA) fu creata nel 1873.